# Maruja Venegas Salinas
Maruja Venegas Salinas (2 de julio de 1915-Lima, 7 de septiembre de 2015) fue una locutora, periodista y educadora peruana pionera en la radiodifusión. Fue la primera locutora y narradora de noticias de Latinoamérica. El 5 de octubre de 2012, fue reconocida oficialmente por el Guinness World Records como la locutora en actividad de más edad del mundo, al conducir el programa de radio Radio club infantil durante 67 años y 292 días en los micrófonos. 
Fundó en 1956 el Colegio Santa María de Fátima. Fue socia de la Asociación de Locutores del Perú y de la Asociación Nacional de Periodistas del Perú.

## Biografía
Nació el 2 de julio de 1915. Cuando era adolescente, inició su contacto con las ondas radiales y, a los quince años, empezó a trabajar en el servicio de discoteca en Radio Internacional. Su capacidad para asimilar los contenidos musicales le llevaron a emitir su primer programa, Su melodía favorita, donde combinaba la difusión de canciones de distintos géneros tanto de ámbito nacional como internacional. Maruja presentaba los discos para que la audiencia tuviera una guía precisa. Tiempo después es nombrada programadora de la estación y más tarde se encargaría de la administración de la misma. En paralelo a estas actividades, siguió estudios de Periodismo en la Universidad Nacional Mayor de San Marcos y Educación obteniendo el grado de maestra. 
Es el momento en el que empieza a elaborar su máximo proyecto: Crear un programa radial que incentive en la niñez el talento artístico. Para tal fin acuña una frase que se convirtió en leyenda: «Ayudar, educar y a la vez entretener».

### Radio club infantil
Con este postulado nace Radio club infantil, el 18 de diciembre de 1944,  un programa emitido por Radio Mundial en cuyas cabinas y auditorio nacerían numerosos artistas, que luego alcanzaron fama no solo nacional sino internacional. Entre ellos Arturo Pomar, narrador de noticias y voz comercial de América Televisión; Yolanda Parodi, que durante muchos años presentó desde Radio del Pacífico su espacio Galería de la música célebre; Judith Acuña (Wara Wara), soprano vernacular; el humorista Chicho Gordillo, que paseó su arte por América y Europa. La gran Edith Barr, cantante criolla, al igual que Alicia Maguiña, quien también salió de las canteras de Radio Club Infantil. Ricardo Roca Rey, destacado actor y director de teatro también alumno de Maruja Venegas Salinas. También los hermanos Gerardo y Luisa Ravina, voz comercial de Frecuencia Latina. El auditorio de Radio club infantil dio su primera oportunidad a Los Aztequitas, quienes al crecer usarían su auténtico nombre: Los Hermanos Zañartu. Gente notable como Rulli Rendo, cantante y director de orquesta, fueron hechura de la llamada Dama del Micrófono.

### Locutora, periodista y educadora
Desde sus épocas de colegiala, Maruja Venegas, tuvo la responsabilidad de laborar para contribuir al sostenimiento de su hogar. Alternaba el trabajo con los estudios. Señala que en aquel tiempo, apoyaba a su maestro el doctor Roberto Maclean Estenós en el diario La Prensa. «En mi trabajo como asistente, fui recibiendo responsabilidades y sobre todo muchas enseñanzas, todavía era menor de edad», relata.
Por esos años numerosos padres pidieron a Maruja que fundara un colegio por el motivo que si cuidaba en su programa la educación, lo haría también en las aulas. Al principio tuvo dudas, sin embargo, un día a modo de juego desde la radio, planteó el reto: «Si más de doscientos padres de familia llaman para que hagamos el colegio, ¡lo fundamos! ¡Para qué lo dije! ¡Llamaron más de trescientos!», se ríe mirando las fotos de la escuela Santa María de Fátima, inaugurada en 1956. «Lo volvería a hacer ahora sin dudarlo, nos preocupamos mucho por los niños». Llegaron a ser mil doscientos niños inscritos y había trescientos becados.

### Últimos años
En 1990 tuvo que enfrentar la enfermedad de Parkinson. Estuvo un año internada y se vio obligada a vender rápido el colegio para pagar sus medicamentos.
Pese a su avanzada edad, los últimos diez años transmitía desde su casa su programa sabatino para Radio Santa Rosa, donde trabajó más de cuarenta años. Le habían instalado un teléfono directo a la emisora. «El secreto de mi longevidad es llevar una vida activa y tener la mente siempre ocupada», recordaba.
Falleció en Lima el lunes 7 de septiembre de 2015, a los 100 años de edad.

## Premios y distinciones
- El 4 de abril de 2011, la Universidad Jaime Bausate y Meza le hizo un homenaje incorporándola como profesora Honoraria, por su larga carrera profesional dedicada a la educación y la niñez peruana
- El 1 de octubre de 2014, la Asociación Nacional de Periodistas del Perú (ANP), le entregó su carnet de socia honoraria.
- La Universidad Nacional Mayor de San Marcos le otorgó un reconocimiento en mérito a su dilatada labor,
- Recibió el Premio Minerva de la Municipalidad Metropolitana de Lima.

## Récord Guinness
En 2012, con 97 años de edad, la marca Record Guinness reconoció oficialmente a Maruja Venegas como la conductora de un programa radial con más tiempo en el aire por los 67 años y 292 días de Radio club infantil. Reconocimiento impulsado por la Asociación de Locutores del Perú, con Rosa Lozano (presidenta) y José Jiménez al frente, y el apoyo de Eduardo Urbina Moya con Radio del Sur 91.5 FM.